# Vallox-Säby

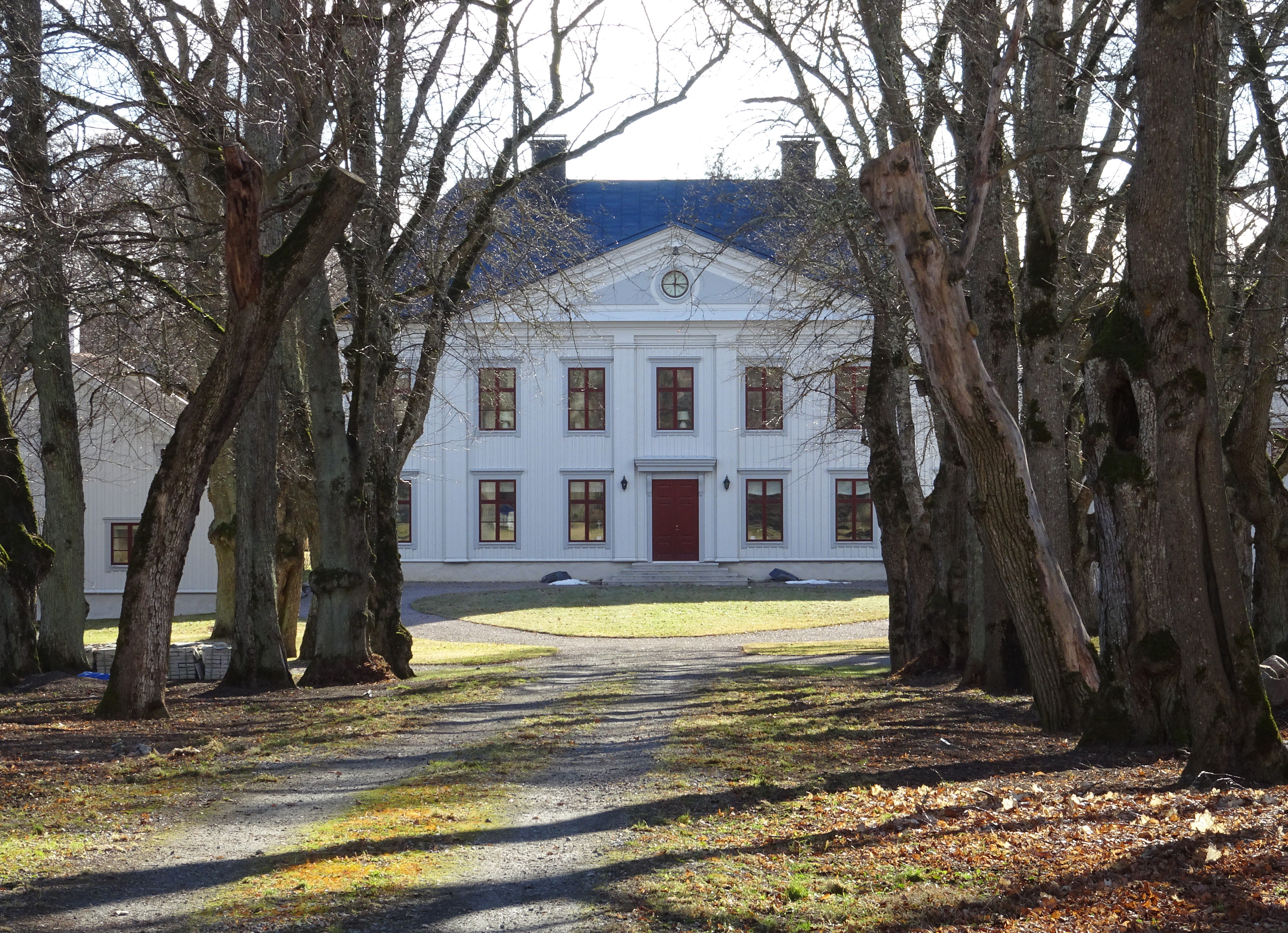
Vallox-Säby huvudbyggnad i mars 2019.

Vallox-Säby (äldre stavning Walloxsäby) är en herrgård och ett tidigare säteri i Östuna socken, Knivsta kommun, Uppsala län. Gårdens välbevarade huvudbebyggelse härrör från 1700-talet och ligger vid norra sidan av sjön Valloxen. Idag representerar Vallox-Säby ett sällsynt exempel på svensk 1700-talets herrgårdskultur med ovanlig komplett uthusbebyggelse och parkanläggning. Sedan 1800-talet har mycket litet förändrats tack vare en obruten ägarföljd av släkten von Paykull.

## Historik
I nära anslutning till dagens huvudbebyggelse finns flera större gravfält som vittnar om att trakten var bebodd redan på forntiden (RAÄ-nummer Östuna 36:1, 39:1, 42:1 och 44:1) det största består av cirka 110 fornlämningar. Platsen omnämns i skriftliga handlingar 1383 där det talas om husfru Ingeborgh i Walwxa Sæby. Egendomen förvärvades i slutet av 1600-talet av det kungliga rådet greve Nils Gyldenstolpe och ägdes efter honom av släkterna Svinhufvud och Brauner. 

### Gården under von Paykull

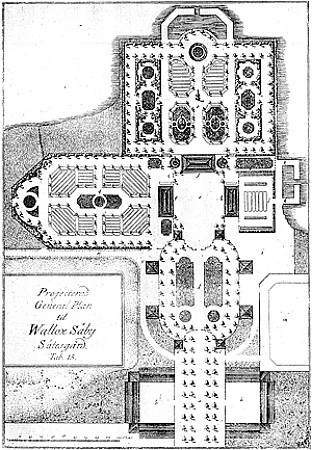
Carl Wijnbladh, generalplan för Wallox-Säby, 1765.

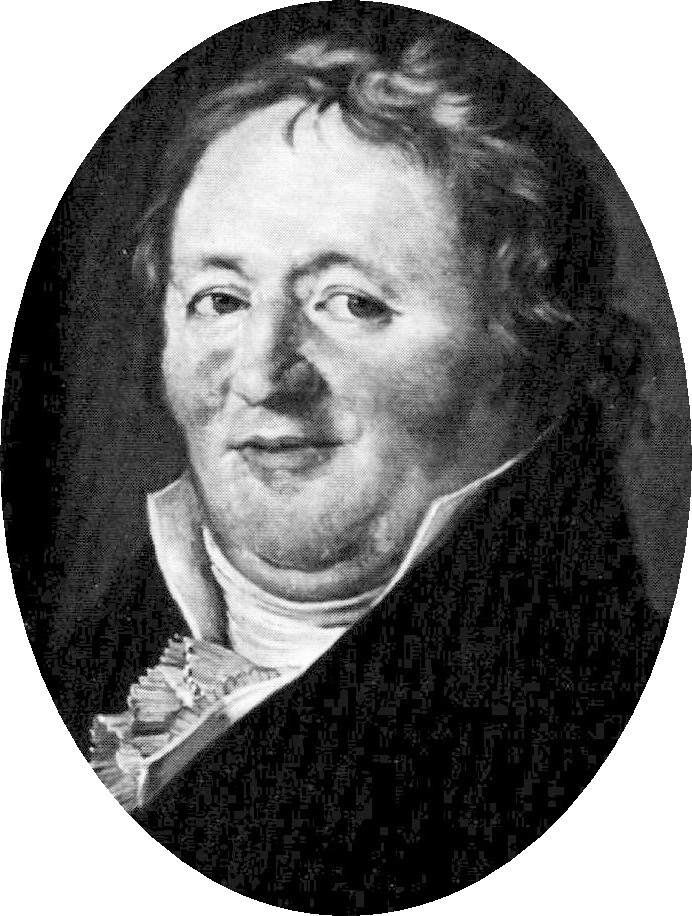
Byggherren Gustaf von Paykull.

År 1757 köptes egendomen av majoren och riddaren av kungliga svärdsorden Carl Fredrik Paijkull (1719–1789). För Vallox-Säby utarbetade Carl Wijnbladh ett 1765 publicerat förslag till generalplan som till stor del känns igen ännu idag. Wijnbladh producerade en lång rad mönsterritningar för herrgårdar och fick därmed väsentligt inflytande över det sena 1700-talets herrgårdsbyggande i mellersta Sverige. 
År 1789 ärvdes gården av Carl Fredrik Paijkulls son, hovmarskalken Gustaf von Paykull. Under hans tid uppfördes nuvarande corps de logi som stod färdig 1793. Byggnadens fasader var då reveterade och taket var täckt av spån. Paykull var entomolog och ornitolog samt medlem i Kungliga Vetenskapsakademien från 1791 och initiativtagare till Naturhistoriska Riksmuseet i Stockholm. Hans zoologiska och naturhistoriska samlingar fanns till en början i en numera riven privat museibyggnad på gårdens park och bildade på 1820-talet stommen till Naturhistoriska Riksmuseets samlingar. En del av föremålen stannade kvar på Vallox fram till 1990-talet.
Efter Gustaf von Paykulls död 1826 gick egendomen till sonen legationssekreteraren Johan Gustaf Paykull (1798–1868). Han bidrog till gårdens empir-inredningar och avled ogift. Efter hans död ärvdes Vallox-Säby av brorsonen kapten Lars Gustaf Paykull (1835–1899), vilken lät genomföra en stor renovering omkring år 1870. Vid den tiden fick huvudbyggnaden panelade fasader. Samtidigt byggdes en öppen veranda mot söder och en stor glasad paviljong mot väster.  
På 1870-talet var egendomen i sambruk med Brunnby ett frälsesäteri omfattande 6 mantal. Till säteriet hörde även en kvarn. Vallox-Säby fortsatte inom Paykulls släkt. Efter Lars Gustaf von Paykull ägdes gården av sonen John Gustaf (Gösta) vilken avled på Vallox-Säby år 1922. Dennes son Gustaf Herman von Paykull (1902–1980), som var utbildad agronom, innehade egendomen därefter. Han var gift två gånger och fick döttrarna Irma (född 1928) och Ulla (född 1931).

## Bebyggelsen

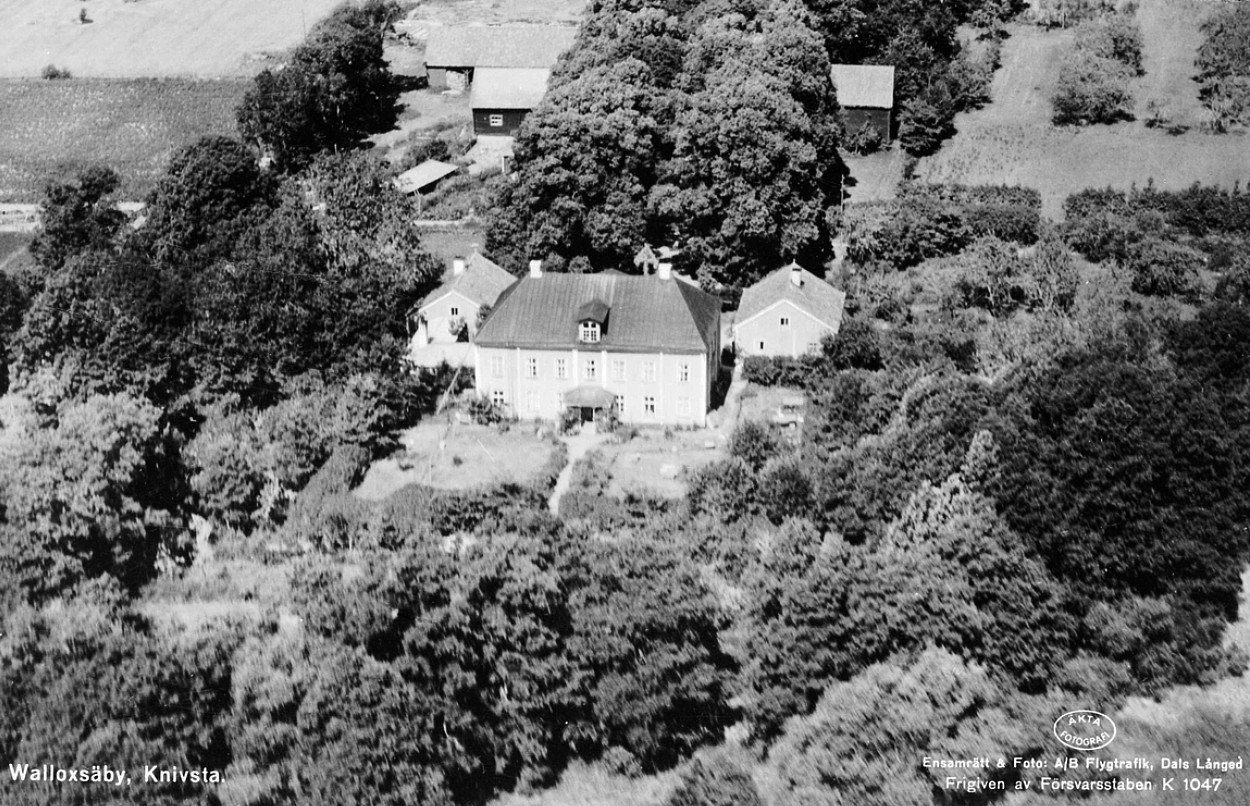
Vallox-Säby 1947.

Huvudbyggnaden står i slutet av en cirka 400 meter lång allé som sträcker sig i nord-sydlig riktning. Corps de logi har två våningar och  domineras av en stor fronton mot norr. Fasaderna fick ett nytt utseende omkring 1870. De är panelade och pilasterindelade. 
På 1950-talet, när Gustaf Herman von Paykull var ägare, byttes fasadpanelen och samtliga fönster på huvudbyggnaden. Då tillkom även nuvarande färgsättning i grått med vita omfattningar och röda fönstersnickerier. Samtidigt byggdes en halvrund altan på fyra pelare över entrén.
Huvudbyggnaden flankeras av två fristående flyglar. Söder om gårdsbebyggelsen ligger parken som bildar en liten udde i sjön Valloxen. Gårdens ekonomibyggnader kantar alléns båda sidor mot norr. Åren 1991 till 1992 utarbetade Peter von Knorring arkitektkontor ett restaureringsprogram för huvudbyggnaden, de två flyglarna samt ytterligare 17 uthus av varierande karaktär.